# Prosper Giquel

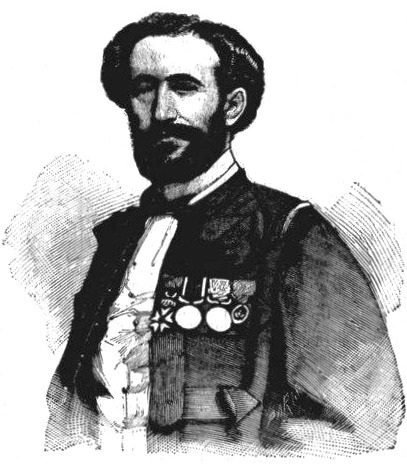
Prosper Giquel.

Prosper Marie Giquel, né le 20 novembre 1835 à Lorient et mort le 19 février 1886 à Cannes, parfois écrit Gicquel, était un officier de marine français qui a joué un rôle important dans la modernisation de la Chine du XIXe siècle, voyant toutefois à la fin de sa vie une grande partie de ses efforts détruits par la guerre franco-chinoise. Il utilisait le nom chinois de 日意格 (EFEO Jeu-Yikö, Pinyin Ri Yige).

## Carrière
Forme à l’École Navale de Cherbourg, il a déjà combattu durant la guerre de Crimée contre les Russes, en Baltique et surtout à Sébastopol en 1855 et 1856. Il y a été fait chevalier de la Légion d’honneur à 19 ans pour sa bravoure au combat.
Prosper Giquel arrive en Chine en 1857 comme aspirant de première classe sur la frégate Audacieuseavec les forces anglo-françaises de la seconde guerre de l'opium. Il participe ainsi à la prise de Canton. Détaché dans un service à terre à Canton, il profite de l'occasion pour se lancer dans l'étude du chinois. Au bout de 18 mois, il parvient à une maîtrise suffisante pour tenir une conversation, et pouvoir dicter une communication à un lettré chinois. Fin 1861, les perspectives qui lui ont ainsi été ouvertes lui permettent d'être retenu par Robert Hart pour rejoindre le service des douanes maritimes impériales chinoises que celui-ci dirige, en tant que directeur du bureau de Ningbo. Il y reste jusqu'à la prise de la ville par les forces de la rébellion Taiping en décembre 1861.

### Révolte des Taiping
Après avoir passé le printemps suivant au service de la campagne coordonnée franco-anglaise pour chasser les rebelles hors de Shanghai, Giquel revient à Ningbo fin 1862 afin d'organiser, en complément  à la force anglo-chinoise de l'Armée toujours victorieuse (常勝軍) de Frederick Townsend Ward, une force franco-chinoise qui deviendra l'Armée toujours triomphante (常捷軍). La force comptait entre 2 000 et 3 000 hommes, chinois avec un encadrement français. Le 15 mars 1863, la force, commandé par l'enseigne Paul d'Aiguebelle (德克碑) reprend la cité de Shaoxing aux rebelles Taiping. Blessé à Shanghyu, Giquel doit rentrer en France se soigner. Il est nommé lieutenant de vaisseau. Prosper Giquel revient en Chine en juin 1864 et prend les commandes de la force franco-chinoise quand Paul d'Aiguebelle retourne en France. Il mène cette troupe au côté de l’armée chinoise et contribue ainsi à chasser les Taiping de Nankin en juillet 1864. La force est bientôt dissoute en octobre 1864, en accord avec Zuo Zongtang.

### L'arsenal de Fuzhou

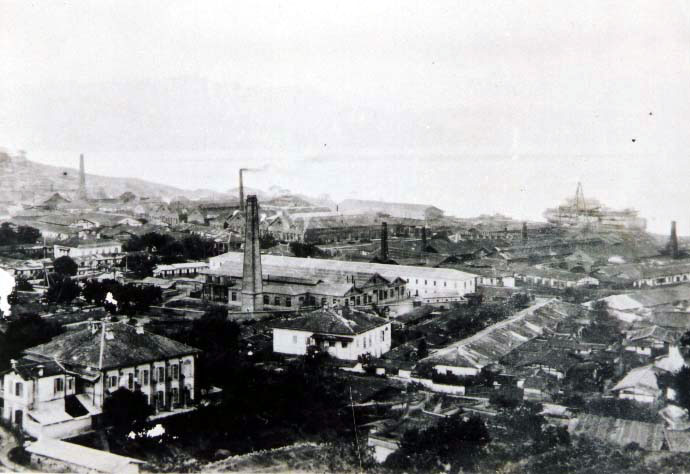
Prosper Giquel supervisa la construction de l'Arsenal de Fuzhou à Mawei.

En 1866, Giquel commença à être impliqué dans l'organisation et la planification du projet de l'Arsenal de Fuzhou imaginé par Zuo Zongtang. De 1867 à 1874 il servit en tant que directeur européendu projet que Shen Baozhen dirigeait en tant qu'envoyé impérial. L'objectif de l'arsenal était de créer une flotte chinoise moderne de bateaux de guerre et de transport, et d'éduquer les techniciens chinois aux techniques européennes. Ces efforts contribuèrent au mouvement d'auto-renforcement chinois pour acquérir les connaissances occidentales (de manière similaire l'arsenal de Nankin fut placé sous la responsabilité de l'anglais Halliday Macartney (en)).
Une école de français est aussi présente à travers une mission d'instruction au sein de laquelle Giquel formera le jeune Chen Jitong.
Après la fin de sa période d'administration directe du projet en 1874, Giquel continua à servir l'arsenal en travaillant en tant que consultant, acheteur et codirecteur de la Mission chinoise d'instruction en 1877. L'objectif de la mission était de fournir une instruction technique avancée pour compléter le programme d'instruction de l'arsenal, et de former ainsi les premiers ingénieurs chinois. À son retour en France en avril 1875 il organise la venue en Europe des meilleurs élèves des écoles de l’Arsenal de Fuzhou, qu’il place dans des écoles d’ingenieurs pour compléter leurs formations.

### Conseiller diplomatique
À partir du milieu des années 1870, Giquel devint de plus en plus impliqué dans la diplomatie internationale. Il servit d'abord comme conseiller pendant la « crise de Taiwan », une rupture diplomatique entre le Japon et la Chine en 1874. En 1881 il aida Zeng Jize à résoudre pacifiquement la question de Kouldja entre la Chine et la Russie. Giquel passa ses dernières années, entre 1883 et 1885, à essayer de mettre un terme à la guerre franco-chinoise qui avait éclaté à la suite du conflit d'influence entre la Chine et la France sur l'Indochine. Dans cette période l'événement le plus dramatique pour Prosper Giquel fut certainement au cours de la bataille de Fuzhou en août 1884 la destruction par la marine française de l'Arsenal de Fuzhou (ainsi que de la mission d'instruction), le principal accomplissement de toute sa carrière en Chine.
En 1875 il est nommé officier de la Légion d’honneur. Il décède à Cannes le 19 février 1886 alors qu'il s'apprêtait à repartir en Chine à la tête d'une nouvelle mission d'instruction.

## Écrits
- A Journal of the Chinese Civil War, 1864 (trans., Steven A Leibo).	Honolulu: University of Hawaii Press (1985).  (ISBN 978-0-8248-0985-0); OCLC 11090990[8]
- La Politique française en Chine depuis les traités de 1858 et de 1860 -Guillaumin (Paris)-1872 Texte en ligne
- L'Arsenal de Fou-Tcheou: ses résultats. - Imprimerie Carvalho - 1874. (Réédition 2001 - BookSurge Publishing -  (ISBN 978-0-543-95567-8))
- Dictionnaire de poche franco-chinois, suivi d’un dictionnaire technique des mots usités à l’Arsenal de Fou-Tcheou. Par Gabriel Lemaire et Prosper Giquel. Shanghai ; american presbyterian mission press. 1874 en ligne